# Runenstein von Frösön

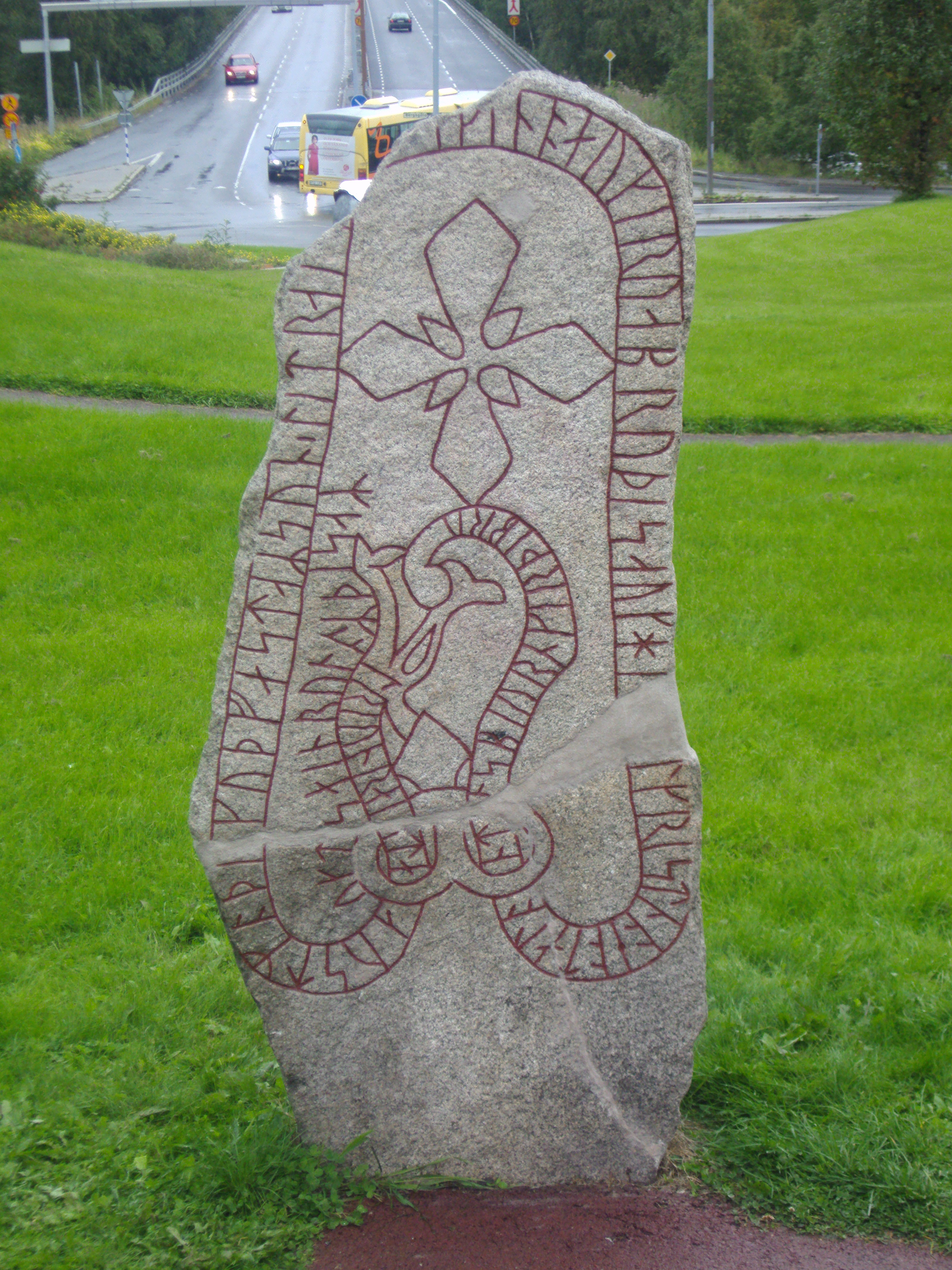
Frösöstein

Der Runenstein von Frösön (schwedisch Frösösten – Samnordisk runtextdatabas J RS1928;66) ist ein Runenstein aus dem 11. Jahrhundert. Er befindet sich auf der schwedischen Insel Frösön in Jämtland und ist der nördlichste Runenstein Schwedens und der einzige in Jämtland, das im Norden an Lappland grenzt.
Frösön (Freyas Insel) bei Östersund gelegen, ist die größte Insel im Storsjön (See). Fast ein Jahrtausend lang war sie der Mittelpunkt von Jämtland und der Ort, wo das „Jamtamot“, ein Thing abgehalten wurde.
Eine mit dem irischen Koppel verbundene Schlange, die sich in den Schwanz beißt, trägt den Text unterhalb einer Art Rautenkreuz. Die Runeninschrift des für Schweden typischen Schlangenbandsteins lautet:
Austmaðr, GuðfastaR sun, let ræisa stæin þenna ok gærva bro þessa ok hann let kristna Iamtaland. Asbiorn gærði bro. Trionn ræist ok Stæinn runaR þessaR.
Übersetzung:
„Östman, Sohn des Gudfast, ließ diesen Stein errichten und diese Brücke machen und er ließ Jämtland christianisieren. Åsbjörn machte diese Brücke. Tryn und Sten ritzten diese Runen.“
Der Stein ist insofern einzigartig, als er der älteste Text ist der die Provinz Jämtland erwähnt und in Erinnerung an die Christianisierung Jämtlands und die Brückenbauer angefertigt wurde. Er ist, wie sonst oft der Fall, kein Grab-, sondern ein Abstammungsstein. Während der Ausgrabung brach der Stein in der Mitte, was man auf dem Foto deutlich sehen kann.
Der frühestens 1050 errichtete Frösöstein stand ursprünglich am inselseitigen Kopf der Brücke zwischen der Insel und dem Festland. Aufgrund von Brückenbauarbeiten zwischen 1969 und 1970 wurde er versetzt und steht heute vor dem Landstinggebäude in Östersund.